# مکعب نکر
مکعب نِکِر (به انگلیسی: Necker cube) یک خطای دید است که برای اولین بار به عنوان لوزی شکلدر سال ۱۸۳۲ توسط لوئیس آلبرت نکر بلورنگار سوییسی منتشر شد. که یک طراحی ساده از اسکلت یک مکعب است که هیچ نشانهٔ بصری برای مشخص شدن جهت‌گیری آن وجود ندارد، بنابراین می‌توان برداشت کرد که مربع سمت چپ پایین یا مربع سمت راست بالا، قسمت جلویی است.

## ابهام
هر بخش از تصویر به خودی خود دارای ابهام است، با این وجود سیستم بینایی انسان برداشتی از هر قسمت می‌کند که باعث می‌شود در کل ثابت و سازگار به نظر برسد. در برخی موارد از مکعب نکر برای آزمایش مدل‌های رایانه‌ای سیستم بینایی انسان استفاده می‌شود تا به بررسی اینکه آیا آن مدل‌ها هم توانایی برداشتی ثابت از تصویر به همان روشی که انسان‌ها دارند یا نه بپردازند.

مکعب ناممکن در سمت راست، مکعب نکر در سمت چپ.

انسان‌ها عموماً برداشت ناسازگاری از مکعب نکر را نمی‌بینند. به عنوان نمونه، مکعبی که لبه‌ها یا ضلع‌های آن به شکل ناسازگاری برخورد دارند شیء غیرممکن مخصوصاً مکعب ناممکن می‌توان اشاره کرد.
در هنگام مشاهده مکعب نکر افراد زیادی وجه سمت چپ-پایین را در بیشتر اوقات جلو می‌بینند. این احتمالاً به دلیل آن است که افراد اجسام را از بالا و درحالی که قسمت بالایی آن معلوم است مشاهده می‌کنند، که خیلی بیشتر از دیدن جسم از پایین رخ می‌دهد و بنابراین در هنگام دیدن مکعب نکر مغز ترجیح می‌دهد اینگونه برداشت کند که مکعب را از بالا می‌کنیم.   